# ایاسیون
ایاسیون (یونانی باستان: Ἰασίων Iasíōn) بنیانگذار مناسک عرفانی در جزیره ساموثراکی بود. طبق گفته شبه آپولودوروس، ایاسیون پسر الکترا (پلیادس) و زئوس و برادر داردانوس (پسر زئوس) و احتمالاً اماتیون است.